# Kamloops Wawa

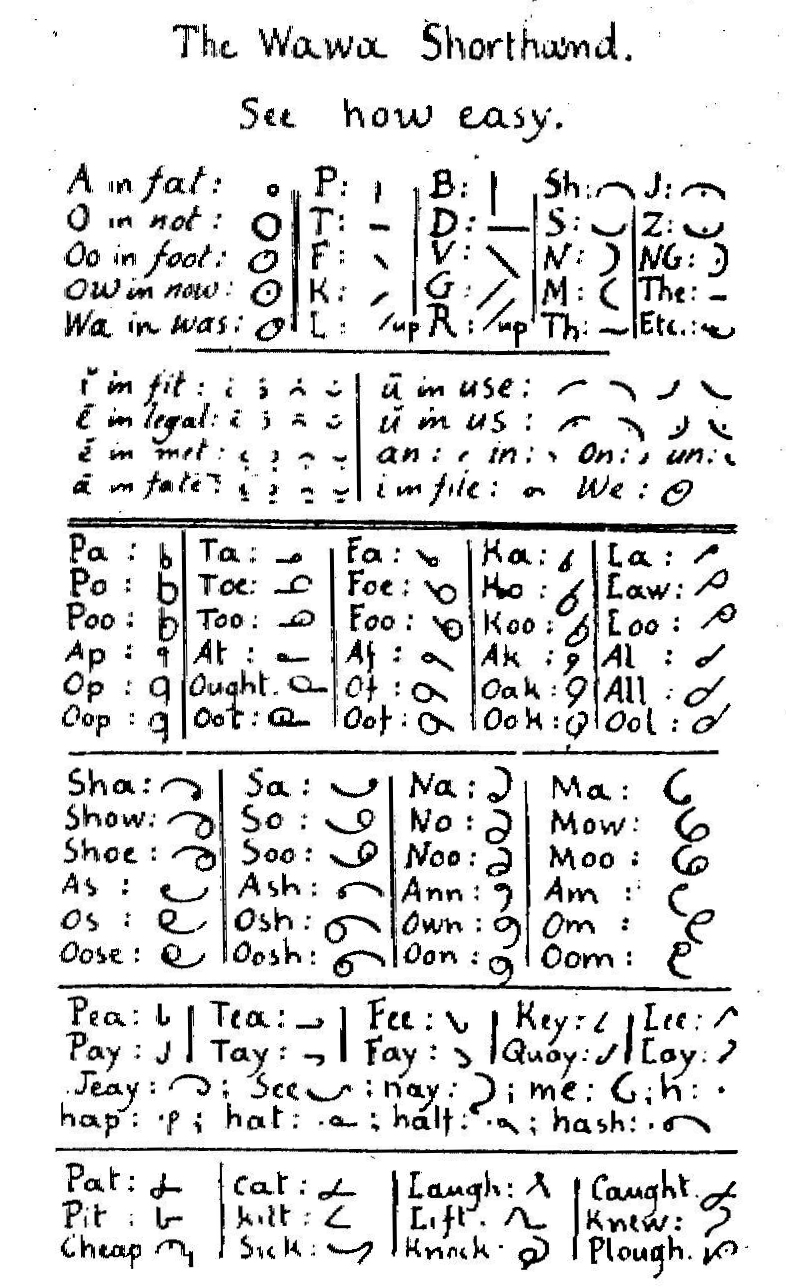
Introducció a la taquigrafia shorthand a Kamloops Wawa

EL Kamloops Wawa ("Parla de Kamloops") fou un periòdic publicat pel pare Jean-Marie-Raphaël Le Jeune, superior de la Diòcesi catòlica de Kamloops a la Colúmbia Britànica, Canadà, fundat el 25 de maig de 1891 i que encara se editava el 1900. El contingut del Kamloops Wawa fou gairebé tot escrit en l'adaptació francesa de la taquigrafia Duployan. La major part dels texts del Kamloops Wawa foren compostos en una variant local de chinook jargon amb alguns passatges i articles en llengües indígenes com Nlaka'pamuxtsin, Secwepmectsin, St'at'imcets i altres. Tanmateix algunes sèries d'articles incloïen traduccions al chinook jargon de texts clàssics del llatí, com els Set reis de Roma, encara que la majoria del contingut eren notícies o traduccions de la missa o d'altres materials litúrgics.

## Origen de l'escriptura chinook
Durant una trobada de missioners Oblats el juny de 1890 a New Westminster van discutir la manca d'adaptació de l'exitós sil·labari Carrier per escriure les llengües natives a la Colúmbia Britànica, quan el pare J. D. Chiappini suggerí l'ús de la taquigrafia per s alfabetitzar als membres de les Primeres Nacions, el que tindria l'avantatge de ser adequat pels europeus i també per a les llengües natives. A l'agost el pare LeJeune havia viatjat a la zona de Kamloops i va començar el seu primer intent d'ensenyar l'escriptura dels pobles nadius. Els seus esforços no van tenir èxit fins que una visita a Coldwater (prop de Merritt), on un natiu coix, Charlie Alexis Mayous, va començar a estudiar seriosament. El pare LeJeune va deixar Mayous poc després amb un bloc de notes de lliçons sobre l'alfabet i les oracions comunes. Al seu retorn al desembre, LeJeune va veure que Mayous havia après completament la taquigrafia i desxifrat i memoritzat totes les oracions, i que podia llegir el francès i l'anglès amb la mateixa competència a la seva llengua materna; aleshores va començar a instruir altres indígenes en l'escriptura chinook.
Abans de Nadal Lejeune i Mayous viatjaren a Douglas Lake, on Mayous va fer de com a professor mentre LeJeune preparava llibres de texts, els vilatans estaven ansiosos per aprendre la taquigrafia. Després de Nadal els nadius de Douglas Lake volien mantenir Mayous per tal de continuar la seva instrucció però els nadius de Coldwater no permetrien quedar-se enrere. LeJeune va tornar a Coldwater pels voltants de Pasqua per trobar que Mayous havia ensenyat la taquigrafia a tothom i tothom podia resar en llengua Thompson.

## Primers números delKamloops Wawa
L'èxit del pare LeJeune en l'ensenyament de la taquigrafia es va veure limitat per la seva capacitat per escriure materials d'instrucció, a més de les seves tasques clericals. Al febrer de 1891 va tractar d'utilitzar un hectògraf per a crear materials que va funcionar raonablement bé però al març va llegir un anunci per a un mimeògraf d'Edison, que va comprar immediatament. El 25 de maig LeJeune publicà el primer nombre del Kamloops Wawa, però només imprimí un parell d'exemplars de paper abans d'apagar a causa de la manca de les subscripcions. El juliol del 1891 una gran reunió de les primeres nacions pel bisbe Durieu a Kamloops va cridar l'atenció sobre el fet que els nadius de Coldwater i Douglas Lake havien estat capaços d'escriure cançons que no coneixien. Després de la reunió de Kamloops el pare LeJeune ser assignat als shuswaps, que després d'haver estat impressionats per l'alfabetització dels Thompson a Kamloops es van esforçar per aprendre la taquigrafia aquest mateix mes a la reunió celebrada a Little Shuswap Lake. En els dos mesos la majoria d'aquests nadius podien llegir gairebé qualsevol cosa escrita en chinook jargon o shuswap. Aquella tardor LeJeune continuà ensenyant la taquigrafia a cada poble on es va aturar, prescindint de les lliçons pràctiques a favor dels textos reals chinook que consistien principalment en versicles bíblics i himnes.
Amb molts nadius que ara seguien amb entusiasme l'aprenentatge de la taquigrafia, LeJeune reprengué la impressió del Kamloops Wawa el 2 de febrer de 1892, amb una tirada inicial de 25 exemplars, després de 100, després de 150, 200, i 250 còpie. A finals d'any s'imprimiren unes 300 còpies de cada edició del Kamloops Wawa. El 1893 Monsenyor Durieu va traduir l'Antic Testament en argot chinook, i les còpies del text de Durieu es van incloure com un suplement mensual de 16 pàgines al Kamloops Wawa en 1893. A més també foren impreses oracions en llatí, chinook, thompson, i okanagan, i una còpia de la Mare de Déu de Lorda.